# أنطونيو مارتينو
أنطونيو مارتينو (22 ديسمبر 1942 - 5 مارس 2022)، هو سياسي ودبلوماسي و صحفي واقتصادي إيطالي، ولد في 22 ديسمبر 1942 في مسينة في إيطاليا. شغل منصب وزير خارجية في حكومة إيطاليا (1994-1995). حزبياً، نشط في الحزب الإيطالي الليبرالي.

## مناصب
- انتخب عضو مجلس النواب في الجمهورية الإيطالية (23 أبريل 2008 – 14 مارس 2013).
- انتخب عضو مجلس النواب في الجمهورية الإيطالية (21 أبريل 2006 – 28 أبريل 2008).
- انتخب عضو مجلس النواب في الجمهورية الإيطالية (26 مايو 2001 – 27 أبريل 2006).
- انتخب عضو مجلس النواب في الجمهورية الإيطالية (6 مايو 1996 – 29 مايو 2001).
- انتخب وزير الدفاع  [لغات أخرى]‏ (11 يونيو 2001 – 23 أبريل 2005).
- انتخب وزير الدفاع  [لغات أخرى]‏ (23 أبريل 2005 – 17 مايو 2006).
- انتخب وزير الخارجية (11 مايو 1994 – 17 يناير 1995).
- انتخب عضو مجلس النواب في الجمهورية الإيطالية عن دائرة صقلية الثانية [الإنجليزية]‏ وقد انضم خلال فترته النيابية [الإنجليزية]‏ (5 مارس 2013 – 22 مارس 2018)  للكتلة البرلمانية فورزا إيطاليا (إيطاليا).
- انتخب عضو مجلس النواب في الجمهورية الإيطالية (13 أبريل 1994 – 8 مايو 1996).

## روابط خارجية
- أنطونيو مارتينو على موقع مونزينجر (الألمانية)